# Kuivajärvi
Kuivajärvi är en sjö i Övertorneå kommun i Norrbotten och ingår i Torneälvens huvudavrinningsområde. Sjön har en area på 0,905 kvadratkilometer och ligger 47 meter över havet.

## Delavrinningsområde
Kuivajärvi ingår i det delavrinningsområde (739286-184654) som SMHI kallar för Utloppet av Kuivajärvi. Medelhöjden är 80 meter över havet och ytan är 6,9 kvadratkilometer. Det finns inga avrinningsområden uppströms utan avrinningsområdet är högsta punkten. Vattendraget som avvattnar avrinningsområdet har biflödesordning 3, vilket innebär att vattnet flödar genom totalt 3 vattendrag innan det når havet efter 86 kilometer. Avrinningsområdet består mestadels av skog (69 procent). Avrinningsområdet har 0,89 kvadratkilometer vattenytor vilket ger det en sjöprocent på 12,9 procent.